# Новомещерский проезд
Новомеще́рский прое́зд (название от 1994 года; 15 апреля 2013 года включил Проекти́руемый прое́зд № 5167) — проезд в Западном административном округе города Москвы, на территории района Солнцево, в посёлке Мещерский.

## История
Территория посёлка Мещерский была включена в состав Москвы в 1984 году. 15 апреля 2013 года Новомещерский проезд был продлён, включив в свой состав Проекти́руемый прое́зд № 5167.

## Расположение
Новомещерский проезд проходит от 5-й улицы Лазёнки в восточном направлении до 1-го Дачно-Мещерского проезда, в основном по южной границе Мещерского (бывшего Баковского) лесопарка, по границе Москвы и Московской области, частично вдоль ж/д путей Киевского направления, западнее платформы Мещерская (бывшей Сколково, Востряково).